# Škoda Kodiaq
Škoda Kodiaq – samochód osobowy typu SUV klasy średniej produkowany pod czeską marką Škoda od 2016 roku. Od 2024 roku produkowana jest druga generacja modelu.

## Pierwsza generacja

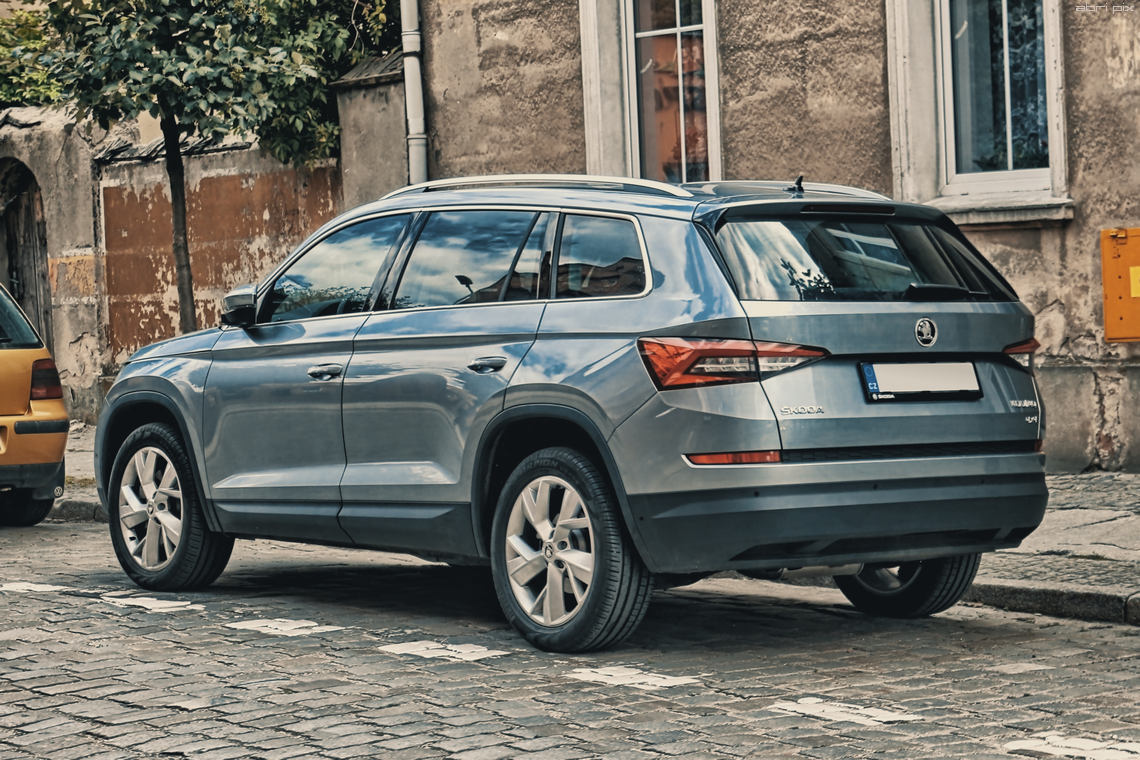
Škoda Kodiaq I - tył

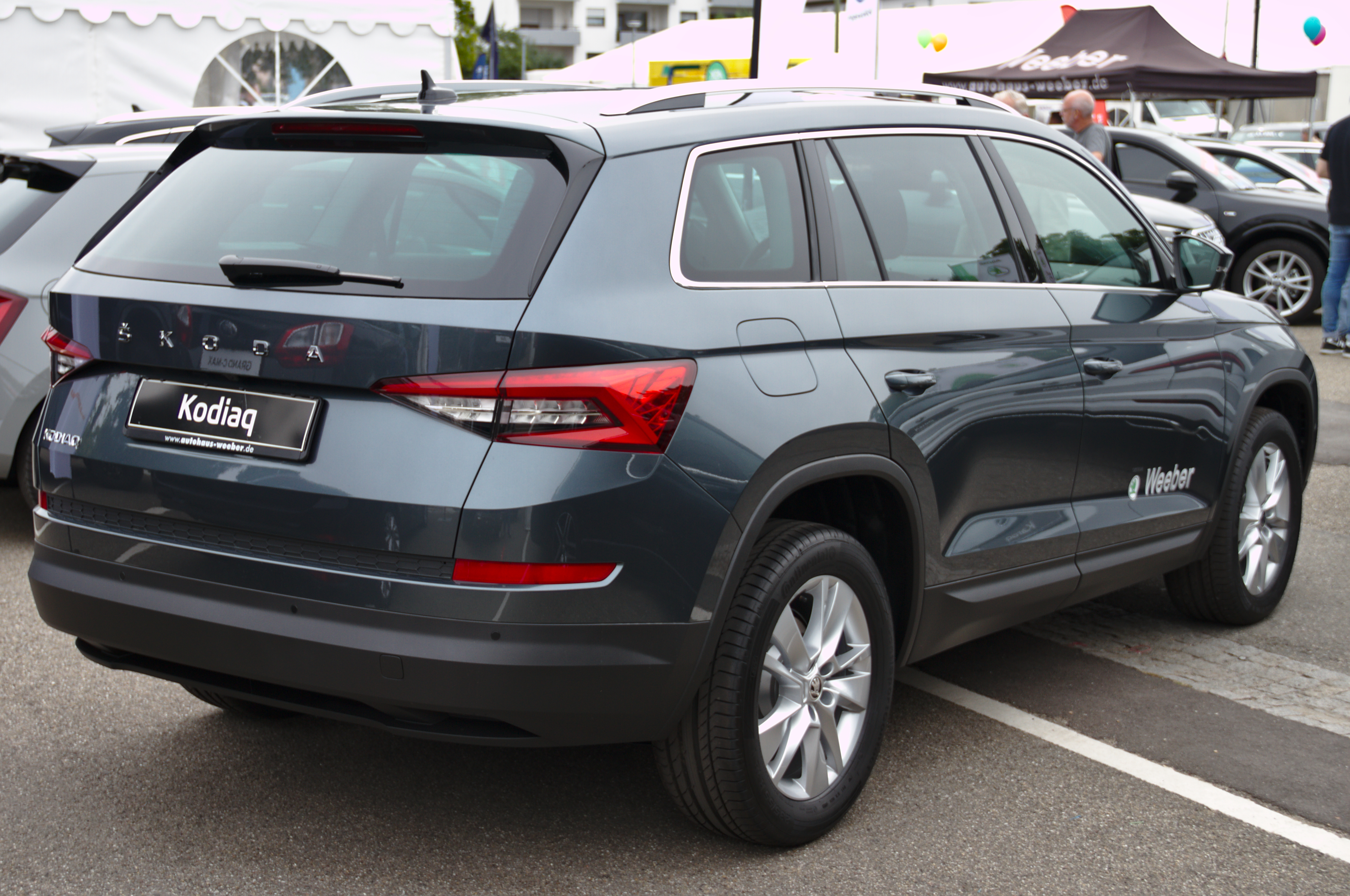
Škoda Kodiaq I - tył po pierwszym liftingu

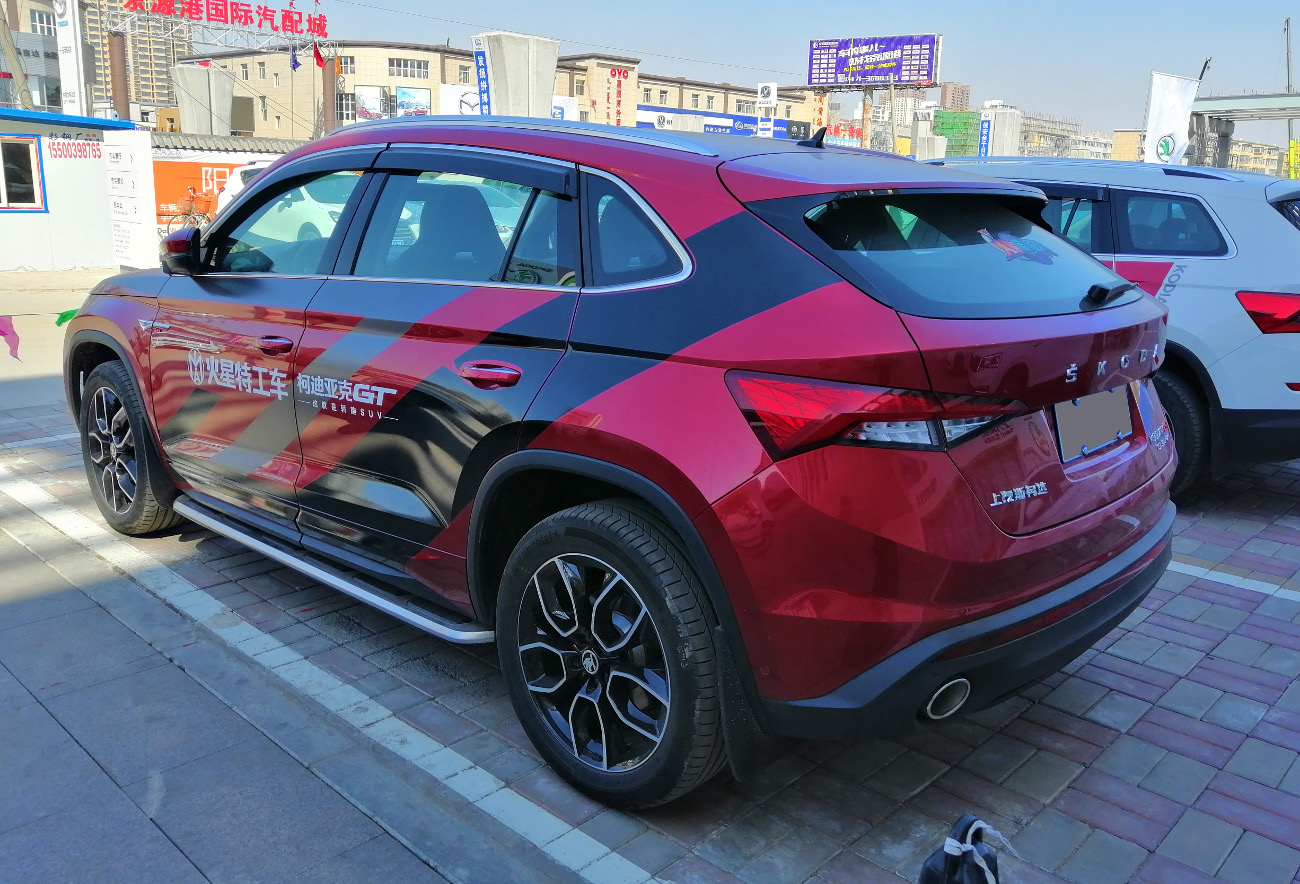
Škoda Kodiaq GT

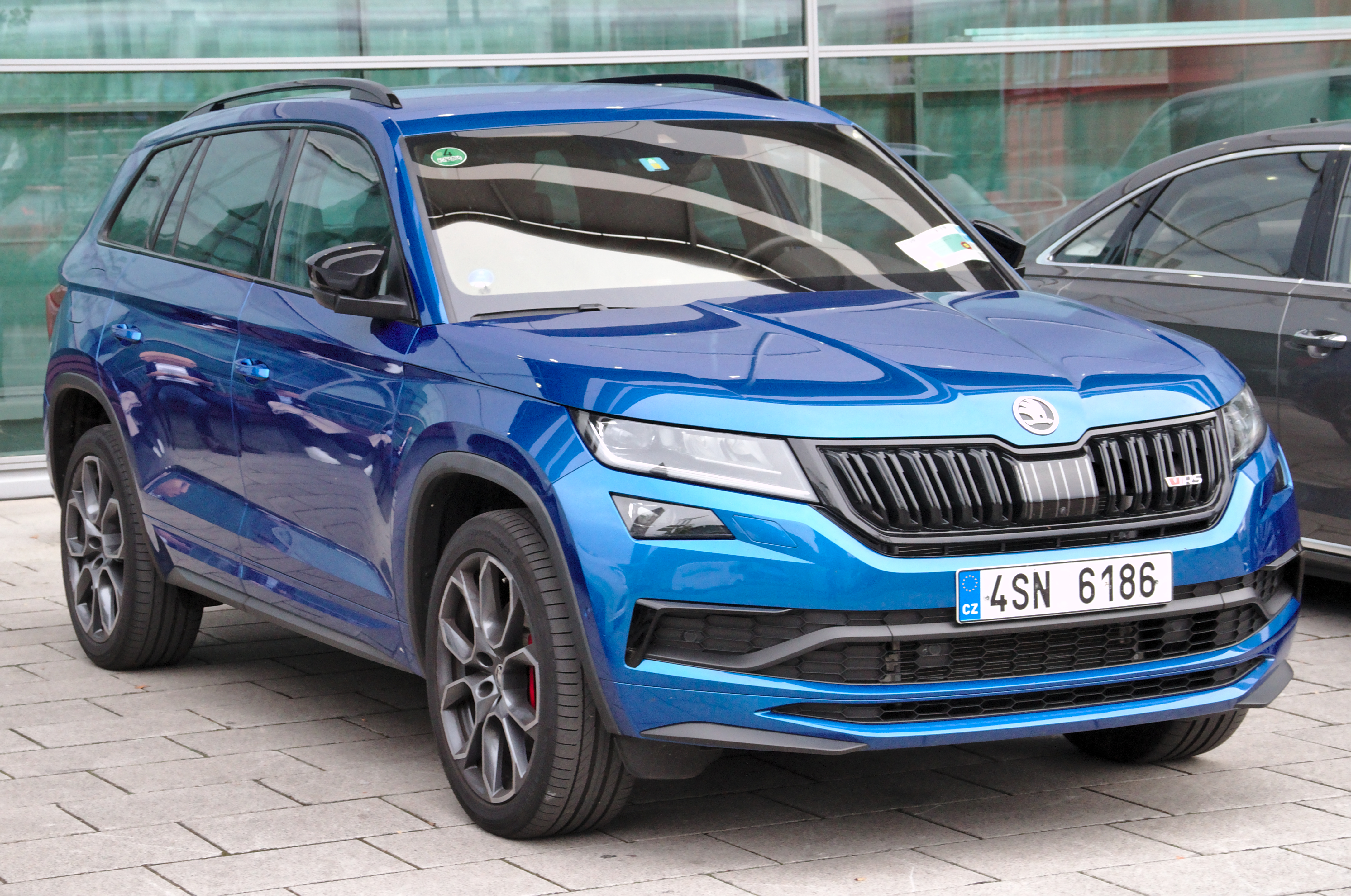
Škoda Kodiaq RS

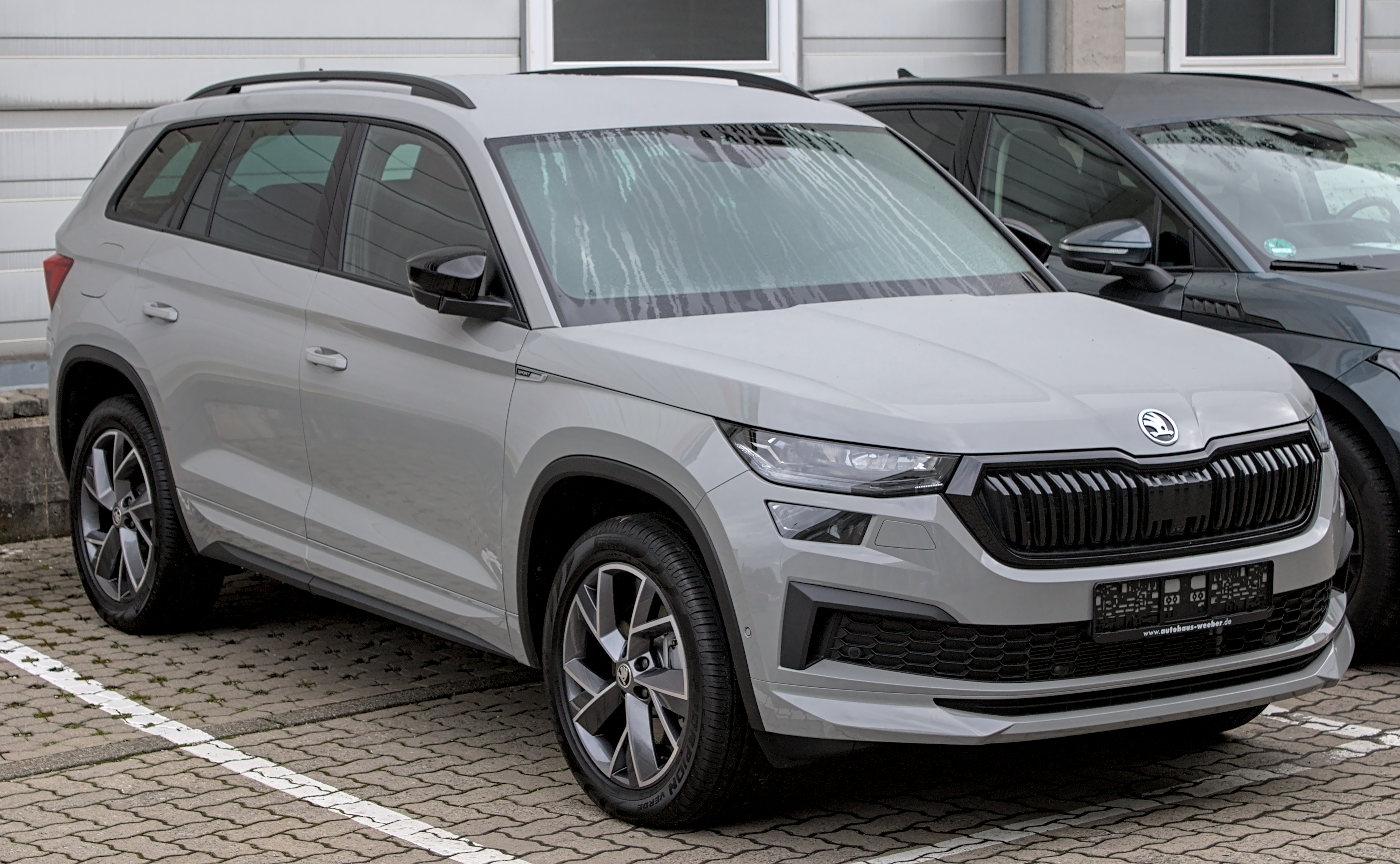
Škoda Kodiaq I po drugim liftingu

Pierwsza oficjalna premiera pojazdu miała miejsce w Berlinie 1 września 2016 roku.
Samochód został zbudowany na bazie płyty podłogowej MQB A2, którą później wykorzystał przedstawiony chwilę później Volkswagen Tiguan Allspace i SEAT Tarraco. Prace nad budową pojazdu rozpoczęto w 2012 roku. Nazwa Kodiaq nawiązuje do niedźwiedzia kodiackiego zamieszkującego wyspę Kodiak przy południowym wybrzeżu Alaski. Oficjalna premiera pojazdu miała miejsce podczas targów motoryzacyjnych w Paryżu w październiku 2016 roku. 
Pojazd zaprojektowany został przez Jozefa Kabana, a stylistycznie podobny jest do konceptu Vision S. Wyróżnia się od niego m.in. większymi przednimi reflektorami, brakiem dyfuzora oraz wielkich końcówek układu wydechowego, a także innym wzorem alufelg i podzieloną LED-ową listwą na tylnej klapie. Cechą charakterystyczną muskularnego nadwozia są dynamiczne linie, a także lekko ścięte reflektory, atrapa chłodnicy oraz masywny zderzak z przetłoczeniami. Pod głównymi reflektorami przednimi umieszczone zostały mniejsze lampy, podobnie jak w modelu Yeti z początku produkcji. Wnętrze pojazdu podobne jest do wnętrz najnowszych generacji modeli Octavia i Superb. Wyróżnia je jedynie wyświetlacz systemu multimedialnego wokół którego umieszczono pionowe wloty powietrza.
We wrześniu 2017 roku podczas targów motoryzacyjnych we Frankfurcie zaprezentowano dwa nowe warianty pojazdu - Scout i Sportline. Od wersji podstawowej różnią się wzorem felg, dostępnymi kolorami, oraz w przypadku Scout - dodatkowymi plastikami.
W marcu 2018 roku podczas targów motoryzacyjnych w Genewie zaprezentowana została najbardziej luksusowa wersja Laurin&Klement. Wyróżniała się ona m.in. chromowaną atrapą chłodnicy, pełnym oświetleniem wykonanym w technologii LED, a także elektrycznie sterowany fotel kierowcy z funkcją pamięci ustawień, a do listy wyposażenia opcjonalnego dodano wirtualny kokpit. Zaprezentowane zostały także nowe jednostki napędowe pojazdu: 1.5 TSI o mocy 150 KM oraz 2.0 TSI w którym zwiększono moc z 180 do 190 KM.

### Kodiaq GT
We wrześniu 2018 roku Škoda przedstawiła odmianę utrzymaną w stylistyce samochodów z gatunku tzw. SUV-ów Coupe o nazwie Kodiaq GT. Pojazd zyskał inaczej stylizowany tył, z niżej opadającą linią dachu i mniejszą powierzchnią szyb. Kodiaq GT powstał z myślą o rynku chińskim, tam jest tylko produkowany i tam wyłącznie sprzedawany. W grudniu 2018 roku szefostwo potwierdziło, że nie ma planów wprowadzenia tego modelu do sprzedaży na rynku europejskim.

### Kodiaq RS
Na początku 2019 roku do oferty modelowej wprowadzona została usportowiona odmiana "RS". Do wyposażenia seryjnego pojazdu dodano aktywne zawieszenie DCC, wirtualny kokpit, 20-calowe alufelgi, w pełni LEDowe oświetlenie, a także m.in. sportowe fotele. Wersja ta zasilana jest podwójnie doładowanym, wysokoprężnym silnikiem 2.0 BiTDI o mocy 240 KM.

### Restylizacje
W 2019 roku Kodiaq zyskał pierwsze zmiany wizualne - tylny logotyp firmy został zastąpiony napisem Š K O D A'. W 2021 roku SUV Škody przeszedł z kolei kompleksową restylizację, która wprowadziła wizualne zmiany takie jak zmodyfikowane reflektory, modyfikację maski oraz zmienione tylne lampy, grill oraz zderzaki. Zmianie uległa także masa całkowita pojazdu z 1578 kg na 1518 kg.

### Wyposażenie
- Active
- Ambition
- Laurin&Klement
- Style
- SportLine
- Scout

Standardowe wyposażenie podstawowej wersji Active obejmuje m.in. 7 poduszek powietrznych, system ABS, wielofunkcyjną kierownicę, dwustrefową klimatyzację automatyczną, elektryczne sterowanie szyb, podgrzewanie i elektryczne sterowanie lusterek, system multimedialny Swing z 6,5-calowym ekranem dotykowym i czterema głośnikami oraz wejściem AUX, SD i USB, a także komputer pokładowy i 17-calowe alufelgi. Jako pierwsze auto marki, standardowo wyposażone zostało w system automatycznego wzywania pomocy w przypadku wypadku (eCall). System ten wspomagany będzie przez układ kamer dookólnych, system wykrywania przeszkód oraz pieszych, a także system automatycznego parkowania i hamowania.
W zależności od wersji wyposażeniowej pojazdu, opcjonalnie auto wyposażone może być także m.in. dostępne do systemu multimedialnego Swing: Bluetooth, tuner DAB oraz SmartLink, który łączyć się będzie ze smartfonem, a także system multimedialny Bolero z 8-calowym ekranem dotykowym, który umożliwia odczytywanie wiadomości tekstowe oraz umożliwia pisanie ich na ekranie. Standardowo wyposażony jest w Bluetooth, MP3, funkcję SmartLink oraz obsługę głosową, a także funkcję interkomu, która polepsza możliwość prowadzenia rozmów między pasażerami przedniej, a tylnej kanapy. Auto wyposażone może być także w system nawigacji satelitarnej Amundsen który wyposażony został w hotspot WLAN lub Columbus zawierający dodatkowo dysk twardy o pojemności 64 GB, a także odczyt płyt CD/DVD. Pasażerowie korzystać mogą z hotspotu jednocześnie na maksymalnie ośmiu urządzeniach mobilnych. Za dodatkową dopłatą system ten uzupełnić można o moduł LTE z Wi-Fi. Od wersji Ambition auto można dodatkowo wyposażyć m.in. w system Phonebox, który łączy telefon do anteny dachowej celem wzmocnienia sygnału oraz ładuje go bezprzewodowo, a także system CANTON Sound System z 10-głośnikami oraz subwooferem i cyfrowym korektorem dźwięku o łącznej mocy 575 W. Auto wyposażone może być także w system pomagający w manewrowaniu pojazdu z przyczepą, a także dwa dodatkowe fotele i reflektory przednie wykonane w pełni w technologii LED, system Light Assist włączający i wyłączający w razie potrzeby światła, a także wyświetlacz HUD. Po raz pierwszy do listy wyposażeniowej marki dodany został system chroniący drzwi przed zarysowaniem.

### Silniki
Auto napędzane jest dwoma silnikami wysokoprężnymi TDI oraz trzema benzynowymi silnikami TSI, które dostosowane zostały do wyboru jednego z kilku trybów jazdy (Driving Mode Select) oraz wyboru sposobu pracy układu kierowniczego, przepustnicy, automatycznej skrzyni biegów oraz zawieszenia (Dynamic Chassis Control).
| Silnik                | Pojemność skokowa [cm³] | Typ silnika        | Moc maksymalna [KM]([kW]) przy obr./min | Maks. moment obrotowy [Nm] przy obr./min | Przyspieszenie 0-100 km/h [s] | Prędkość maks. [km/h] |                    |                    |
| Silniki benzynowe:    | Silniki benzynowe:      | Silniki benzynowe: | Silniki benzynowe:                      | Silniki benzynowe:                       | Silniki benzynowe:            | Silniki benzynowe:    | Silniki benzynowe: | Silniki benzynowe: |
| --------------------- | ----------------------- | ------------------ | --------------------------------------- | ---------------------------------------- | ----------------------------- | --------------------- | ------------------ | ------------------ |
| 1.4 TSI               | 1395                    | R4                 | 125 (92)/5000-6000                      | 200/1400-4000                            | 10,8                          | 189                   |                    |                    |
| 1.4 TSI 4x4           | 1395                    | R4                 | 150 (110)/5000-6000                     | 250/1500-3500                            | 9,8 DSG: 9,4                  | 197                   |                    |                    |
| 1.4 TSI 4x4           | 1395                    | R4                 | 150 (110)/5000-6000                     | 250/1500-3500                            | 9,8                           | 194                   |                    |                    |
| 2.0 TSI 4x4           | 1984                    | R4                 | 180 (132)/3900-6000                     | 320/1400-3940                            | 7,9                           | 206                   |                    |                    |
| Silniki wysokoprężne: |                         |                    |                                         |                                          |                               |                       |                    |                    |
| 2.0 TDI               | 1968                    | R4                 | 150 (110)/3500-4000                     | 340/1750-3000                            | 9,8                           | 199                   |                    |                    |
| 2.0 TDI 4x4           | 1968                    | R4                 | 150 (110)/3500-4000                     | 340/1750-3000                            | 9,7 DSG: 10,1                 | 196 DSG: 193          |                    |                    |
| 2.0 TDI 4x4           | 1968                    | R4                 | 190 (140)/3500-4000                     | 400/1750-3250                            | 8,7                           | 210                   |                    |                    |
| 2.0 Bi-TDI 4x4        | 1968                    | R4                 | 240 (176)                               | 500/1750-2500                            | 6,9                           | 221                   |                    |                    |

## Druga generacja

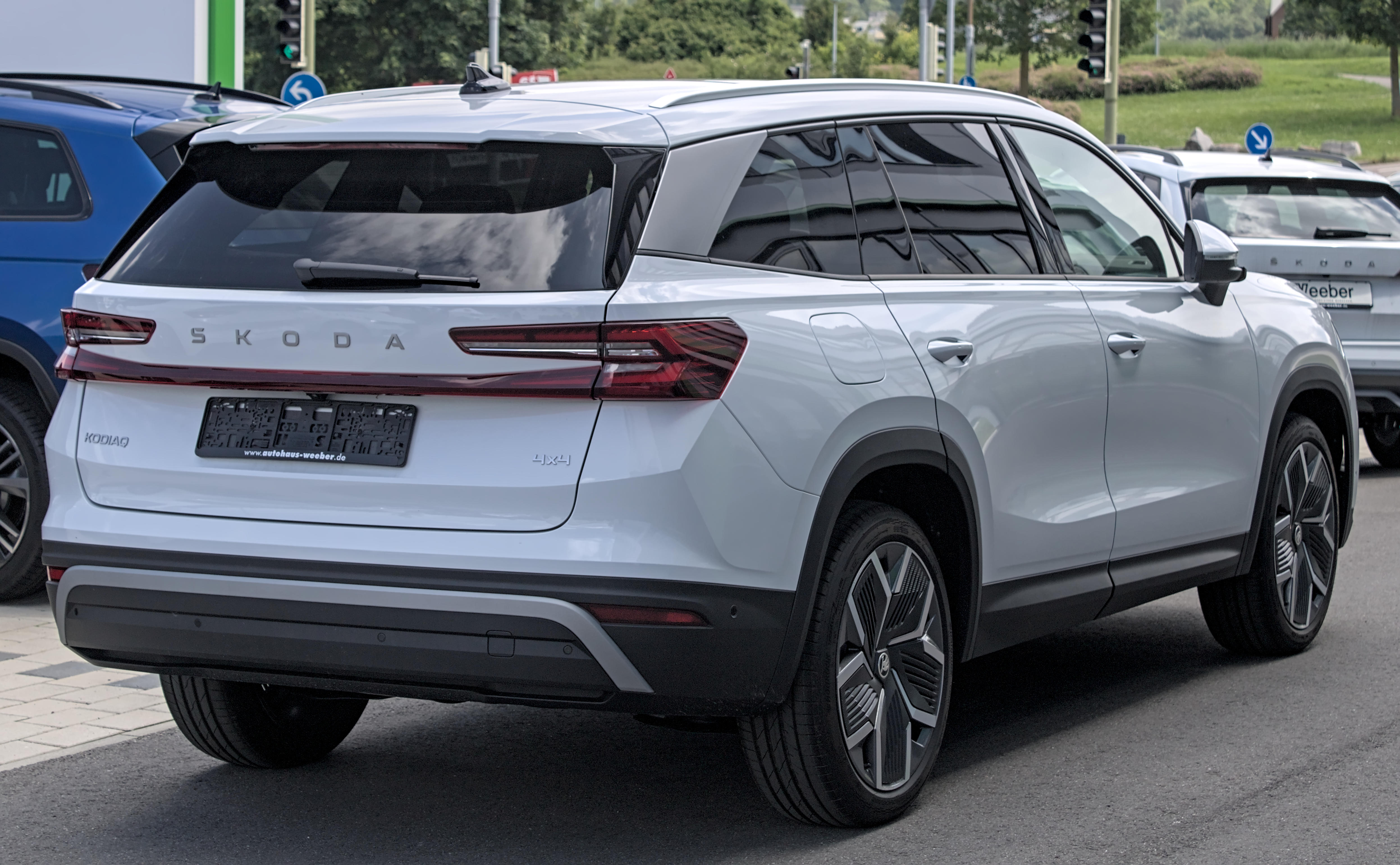
Škoda Kodiaq II - tył

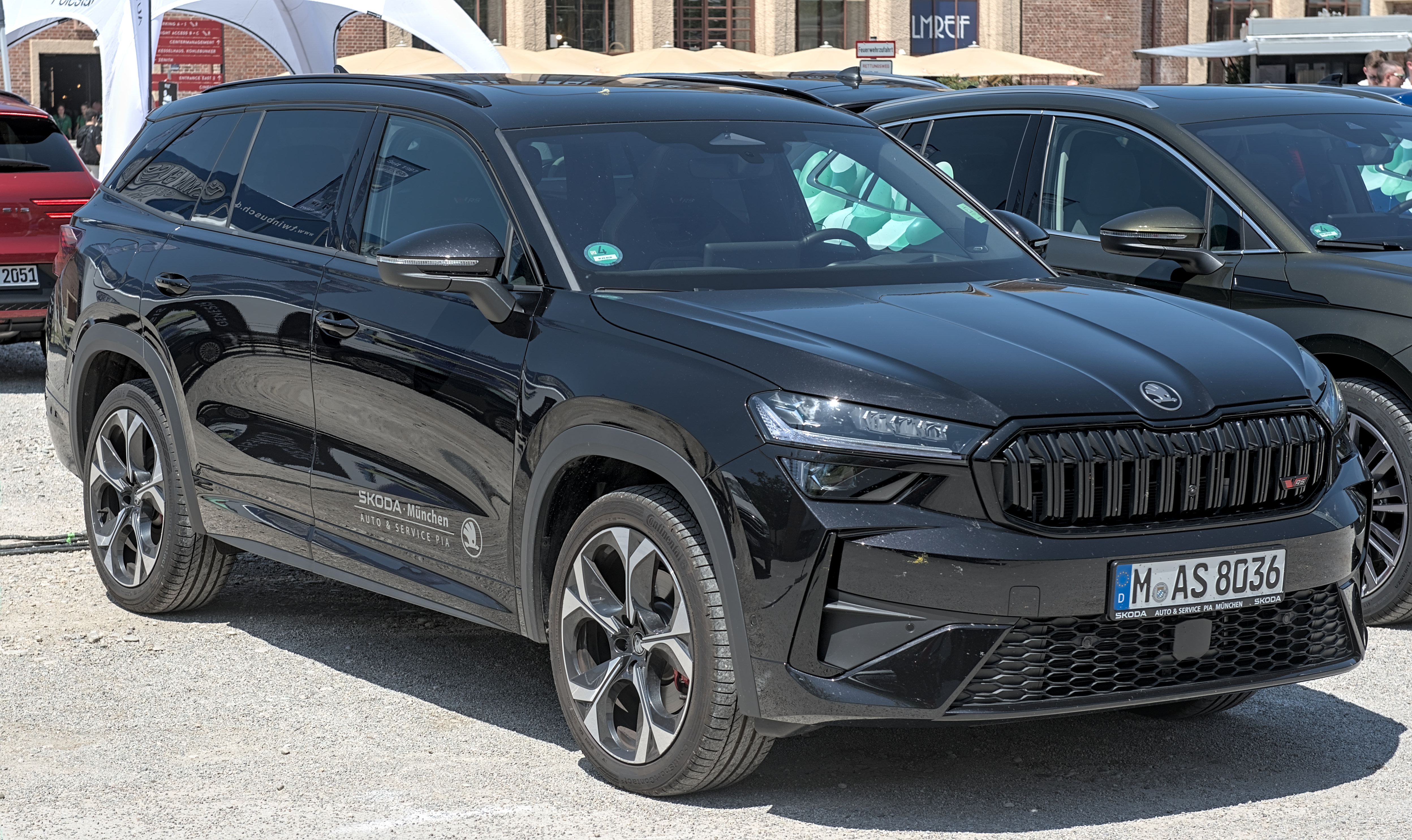
Škoda Kodiaq II RS

Škoda Kodiaq II została zaprezentowana po raz pierwszy jesienią 2023 roku w Berlinie. 
Samochód został zbudowany na bazie płyty podłogowej MQB evo, przeznaczonej dla m.in. Volkswagena Tiguana III. Model wyróżnia się wyprofilowaną maską, kwadratowymi nadkolami i kołami w rozmiarach od 17 do 20 cali. Wzrok przykuwa też 14 pasków LED podświetlających sześciokątny grill. Bagażnik zwiększono aż o 75 litrów – teraz do dyspozycji jest 910 l pojemności. Produkcja samochodu rozpoczęła się w styczniu 2024 roku.  Sprzedaż modelu rozpoczęła się kilka miesięcy później.

### Kodiaq RS
Na początku 2025 roku wprowadzono do sprzedaży drugą generację Kodiaq RS. Została ona wyposażona w silnik benzynowy 2.0 TSI o mocy 265 KM. 

### Wersje wyposażenia
- Essence
- Selection
- Sportline
- Laurin & Klement

### Silniki
| Silnik          | Pojemność skokowa | Typ silnika | Moc maksymalna przy obr./min   | Maks. moment obrotowy przy obr./min | Przyspieszenie 0-100 km/h | Prędkość maksymalna |
| --------------- | ----------------- | ----------- | ------------------------------ | ----------------------------------- | ------------------------- | ------------------- |
| 2.0 TDI         | 1968 cm³          | R4          | 150 KM (110 kW) przy 3000–4200 | 360 Nm przy 1600–2750               | 9,6–9,8 s                 | 203–205 km/h        |
| 2.0 TDI 4X4     | 1968 cm³          | R4          | 193 KM (142 kW) przy 3500–4200 | 400 Nm przy 1750–3250               | 7,8–8,0 s                 | 217–220 km/h        |
| 1.5 TSI mHEV    | 1498 cm³          | R4          | 150 KM (110 kW) przy 5000–6000 | 250 Nm przy 1500–3500               | 9,7–9,9 s                 | 205–207 km/h        |
| 2.0 TSI 4X4     | 1984 cm³          | R4          | 204 KM (150 kW) przy 4500–6000 | 320 Nm przy 1500–4400               | 7,3–7,5 s                 | 222–226 km/h        |
| 2.0 TSI 4X4 RS  | 1984 cm³          | R4          | 265 KM (195 kW) przy 5000–6500 | 400 Nm przy 1650–4350               | 6,3–6,4 s                 | 231 km/h            |
| 1.5 TSI iV PHEV | 1498 cm³          | R4          | 204 KM (150 kW) przy 5000–6000 | 350 Nm przy 1500–4000               | 8,4 s                     | 210 km/h            |